# Vinarje (gmina Maribor)
Vinarje – wieś w Słowenii, w gminie miejskiej Maribor. W 2018 roku liczyła 234 mieszkańców. 